# 1541

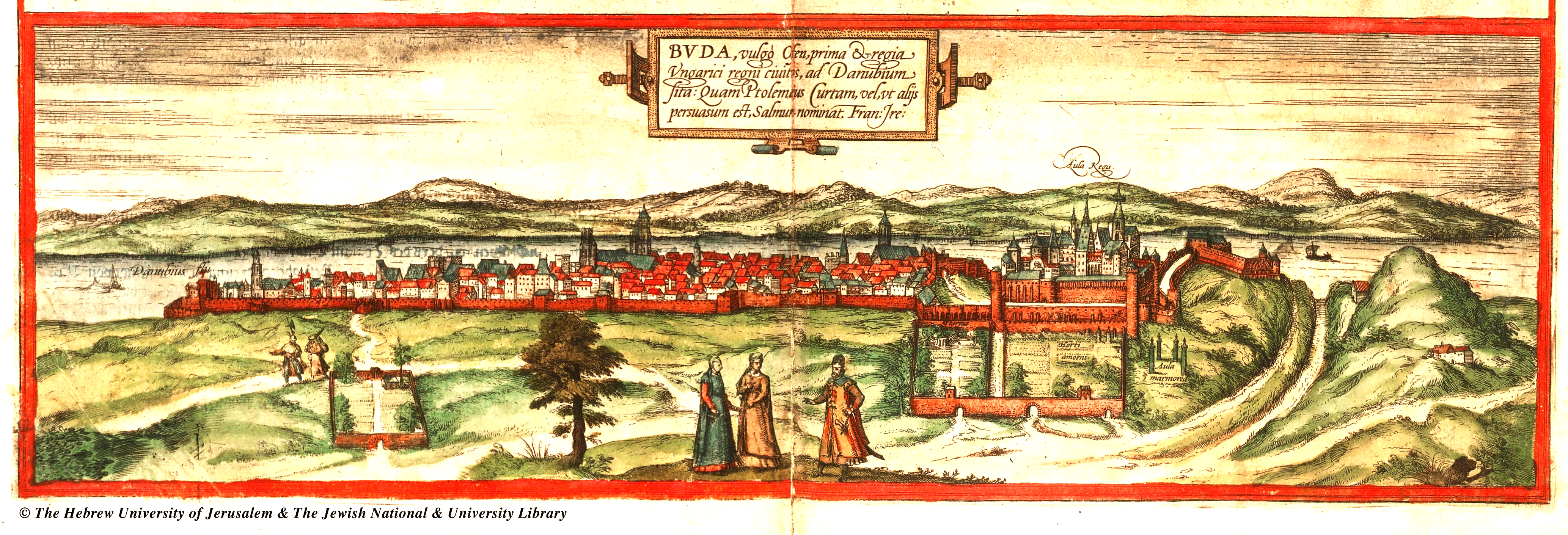
Ottomaans Beleg van Boeda

Het jaar 1541 is het 41e jaar in de 16e eeuw volgens de christelijke jaartelling.

## Gebeurtenissen
januari
- 1 - Huwelijk tussen Maurits van Saksen en Agnes van Hessen.

februari
- 12 - Pedro de Valdivia sticht Santiago (Chili).

mei
- 8 - Hernando de Soto en zijn expeditie bereiken als eerste Europeanen de Mississippi.

juni
- 26 - De conquistador Francisco Pizarro wordt in Lima vermoord door aanhangers van Diego de Almagro.

september
- 4 - Johannes Calvijn keert terug naar Genève.
- 11 - Een vulkanische modderstroom uit de Volcán de Agua verwoest Ciudad Vieja, de hoofdstad van Guatemala.
- 28 - In de haven van Palma de Mallorca scheept een enorm leger onder keizer Karel V in voor een expeditie naar het kapersnest Algiers, dat wordt gefinancierd door het Osmaanse Rijk.
- september - Verdrag van Brömsebro: Zweden en Denemarken-Noorwegen sluiten een verdrag tot wederzijdse bijstand en gezamenlijk internationaal optreden.

oktober
- 19 - De strijdmacht van Keizer Karel V arriveert voor Algiers.
- 31 - Michelangelo voltooit het fresco Het laatste oordeel in de Sixtijnse kapel.

november
- 23 - Karel V en zijn troepen blazen de aftocht en steken weer over naar Spanje.
- 23 - Hendrik VIII ontneemt Catherine Howard de titel van koningin en zet haar gevangen op verdenking van overspel met Thomas Culpeper.

december
- 10 - Executie van Thomas Culpeper en van Francis Dereham, een eerdere minnaar van Catherine Howard.

zonder datum
- De Ottomanen veroveren Boeda. Hongarije wordt definitief in drie delen verdeeld: koninklijk Hongarije onder de Habsburgs in het westen, Ottomaans Hongarije in het zuiden en een onafhankelijk Transsylvanië onder Johan II Sigismund Zápolya.
- Mixtónoorlog: Opstand van de inheemse bevolking in Nieuw-Galicië (Jalisco).
- Gonzalo Pizarro trekt oostwaarts vanuit Quito op zoek naar rijkdommen. Hij bereikt de Napo.
  - Francisco de Orellana zakt de Napo af om voedsel te vinden, maar is niet in staat stroomopwaarts terug te keren, en zakt de Napo en dan de Amazone af.
- Jacques Cartier sticht Charlesbourg Royal, het eerste Franse fort in Amerika, op de plaats waar nu de stad Quebec ligt.
- Het Hertogdom Saksen-Coburg wordt afgesplitst van het Keurvorstendom Saksen.
- Conferentie van Regensburg: Gasparo Contarini en Melanchthon proberen in een godsdienstgesprek vergeefs tot een vergelijk tussen katholieken en protestanten te komen.
- Het Hertogdom Saksen verlaat het Schmalkaldisch Verbond.

## Beeldende kunst

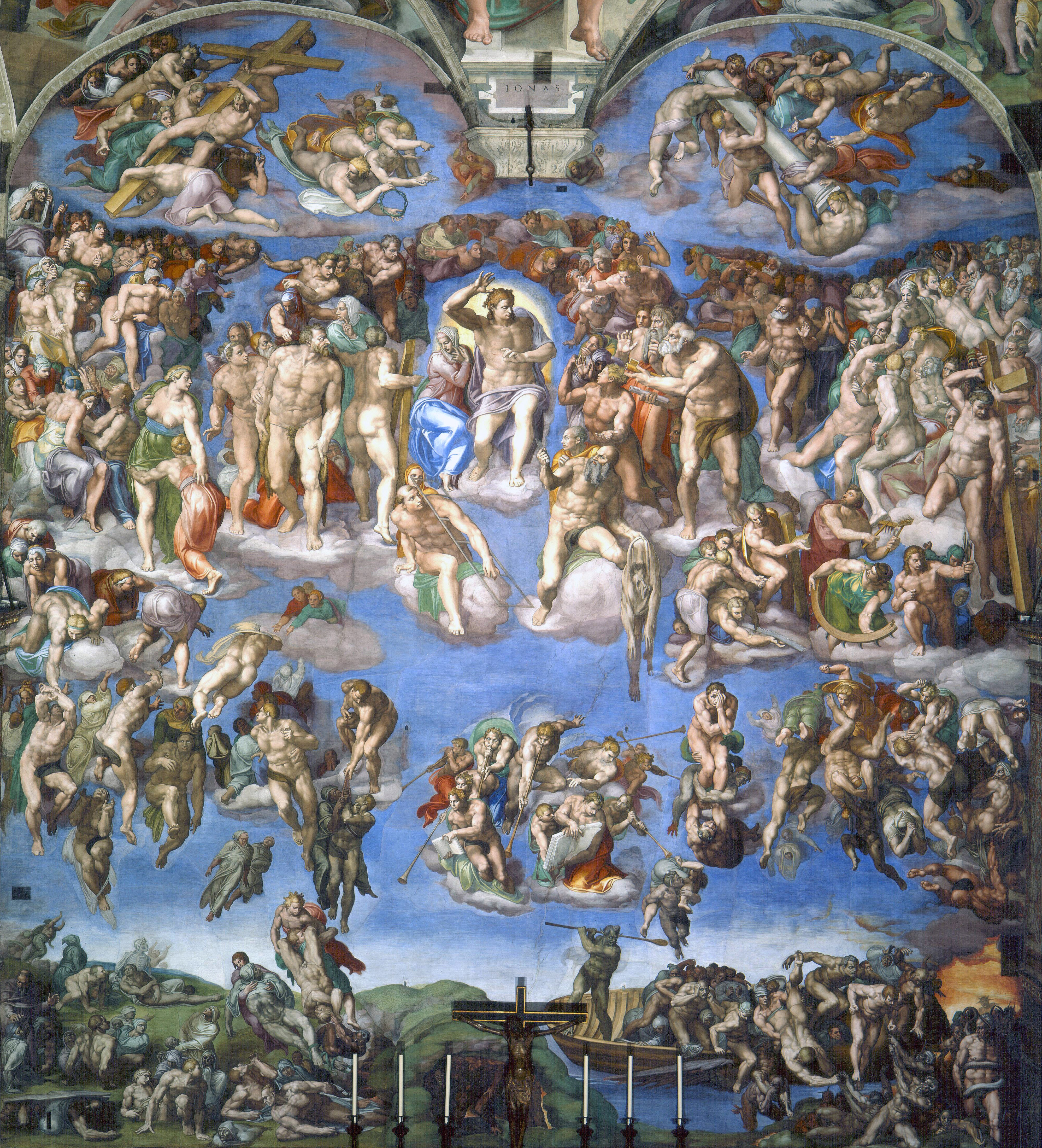
Michelangelo: Het laatste oordeel
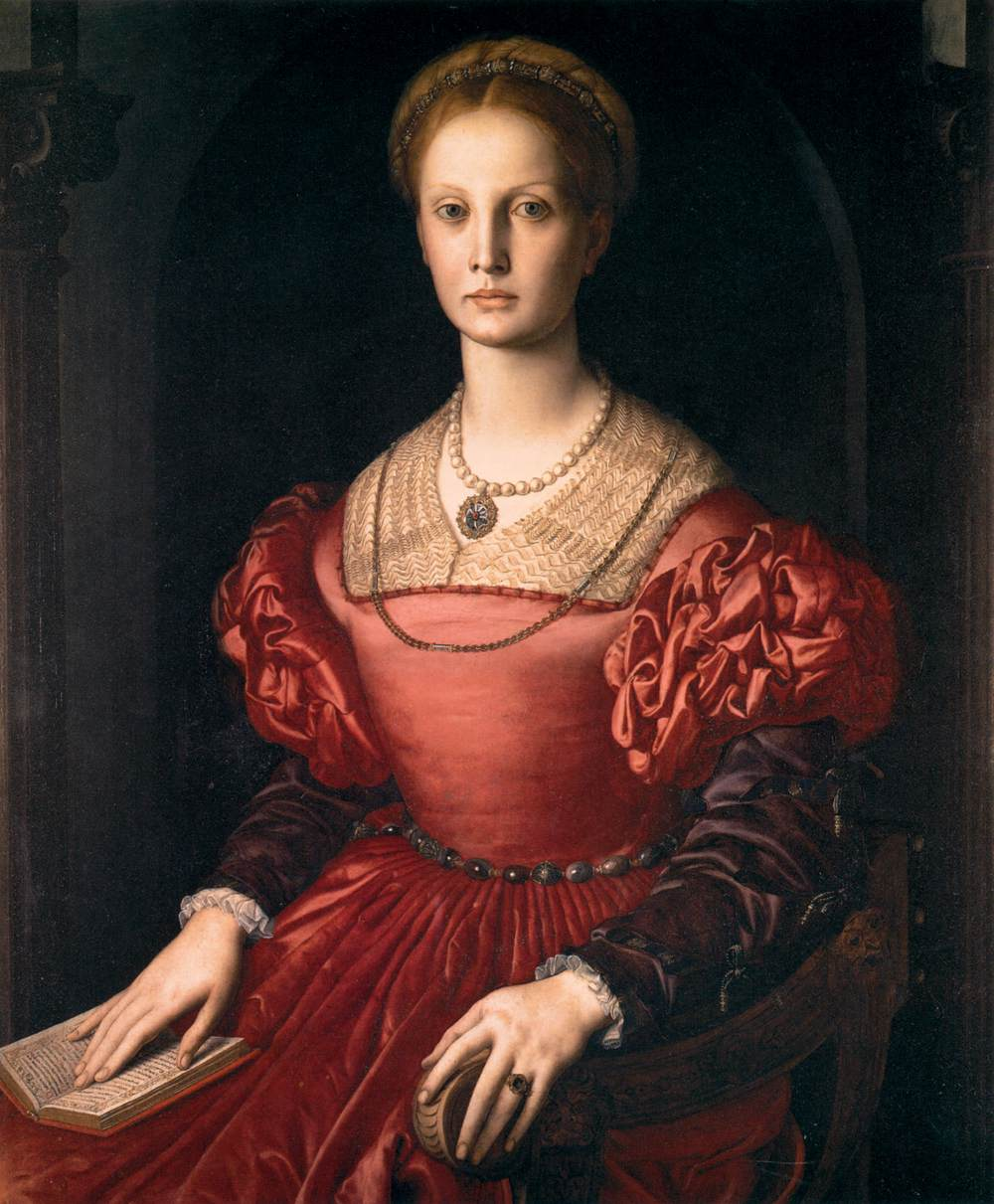
Agnolo Bronzino: Portret van Lucrezia Panciatichi
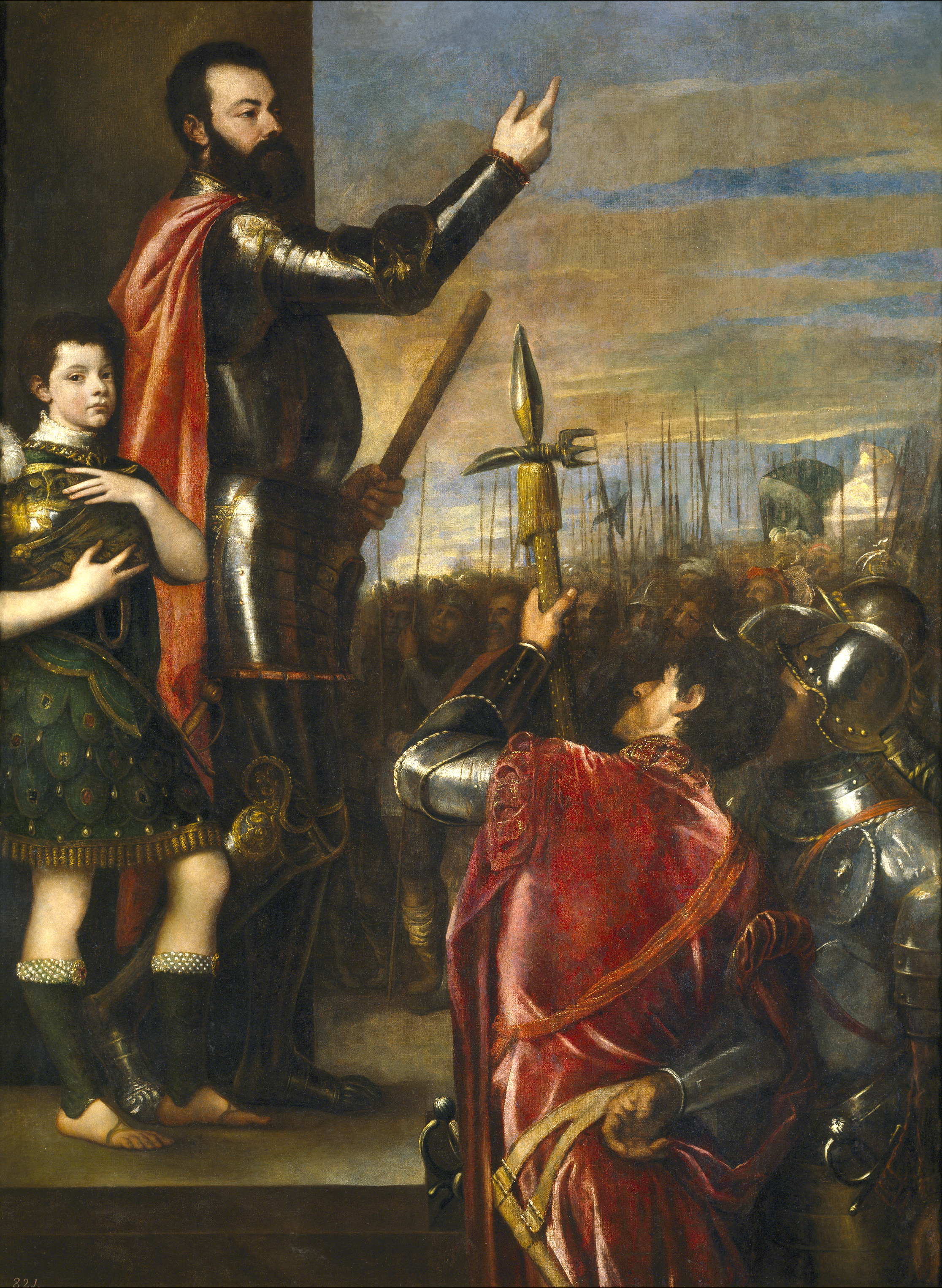
Titiaan: Marqués del Vasto
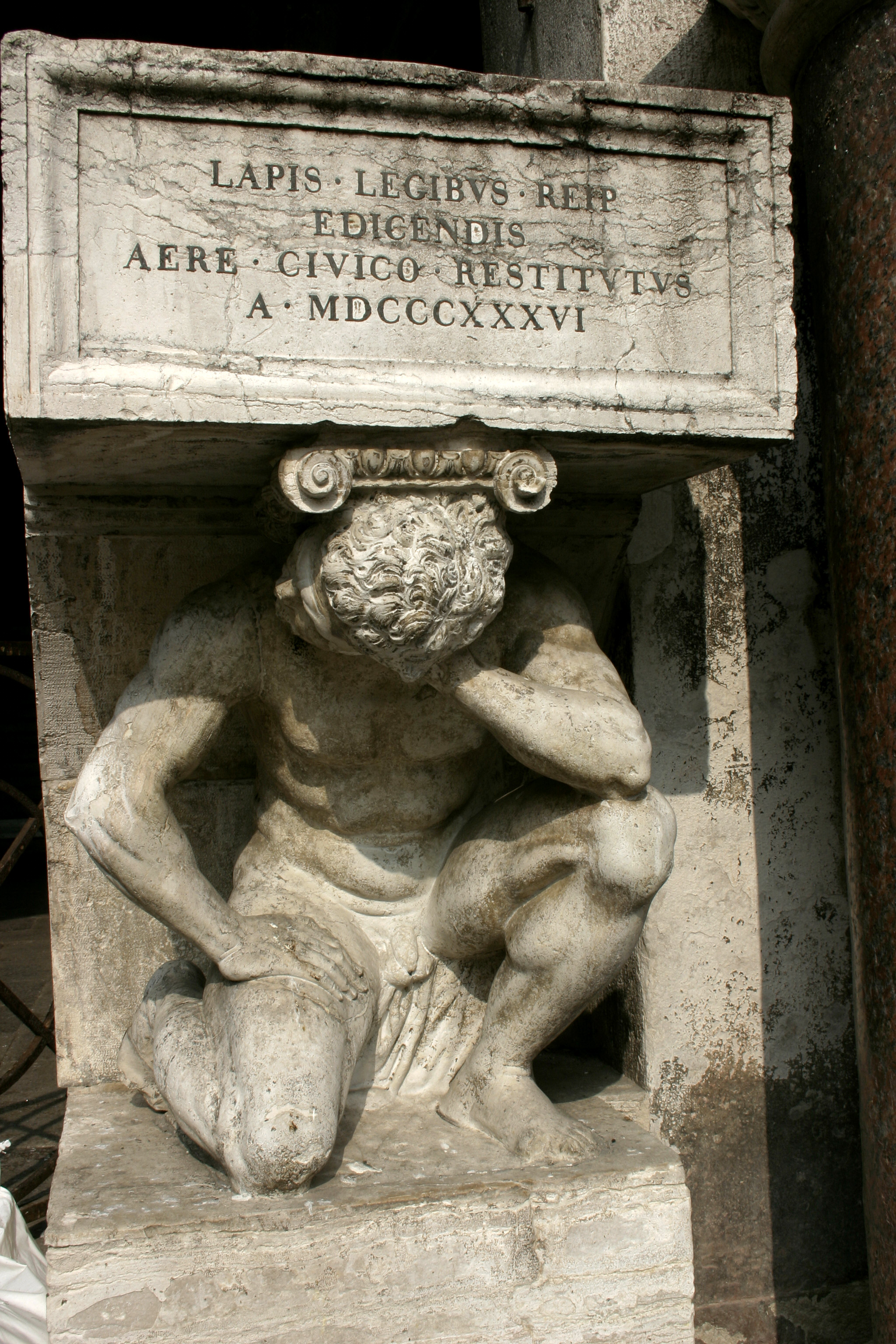
Pietro da Salò: Il Gobbo di Rialto

## Opvolging
- patriarch van Antiochië (Grieks) - Michaëlis V opgevolgd door Dorotheüs IV
- Manipur - Senbi Khomba opgevolgd door Taangjaamba
- Hertogdom Saksen - Hendrik opgevolgd door zijn zoon Maurits
- Thouars - Frans de la Trémoille opgevolgd door zijn zoon Lodewijk III de la Trémoille
- Vietnam - Mạc Hiến Tông als opvolger van Mạc Thái Tông

## Afbeeldingen

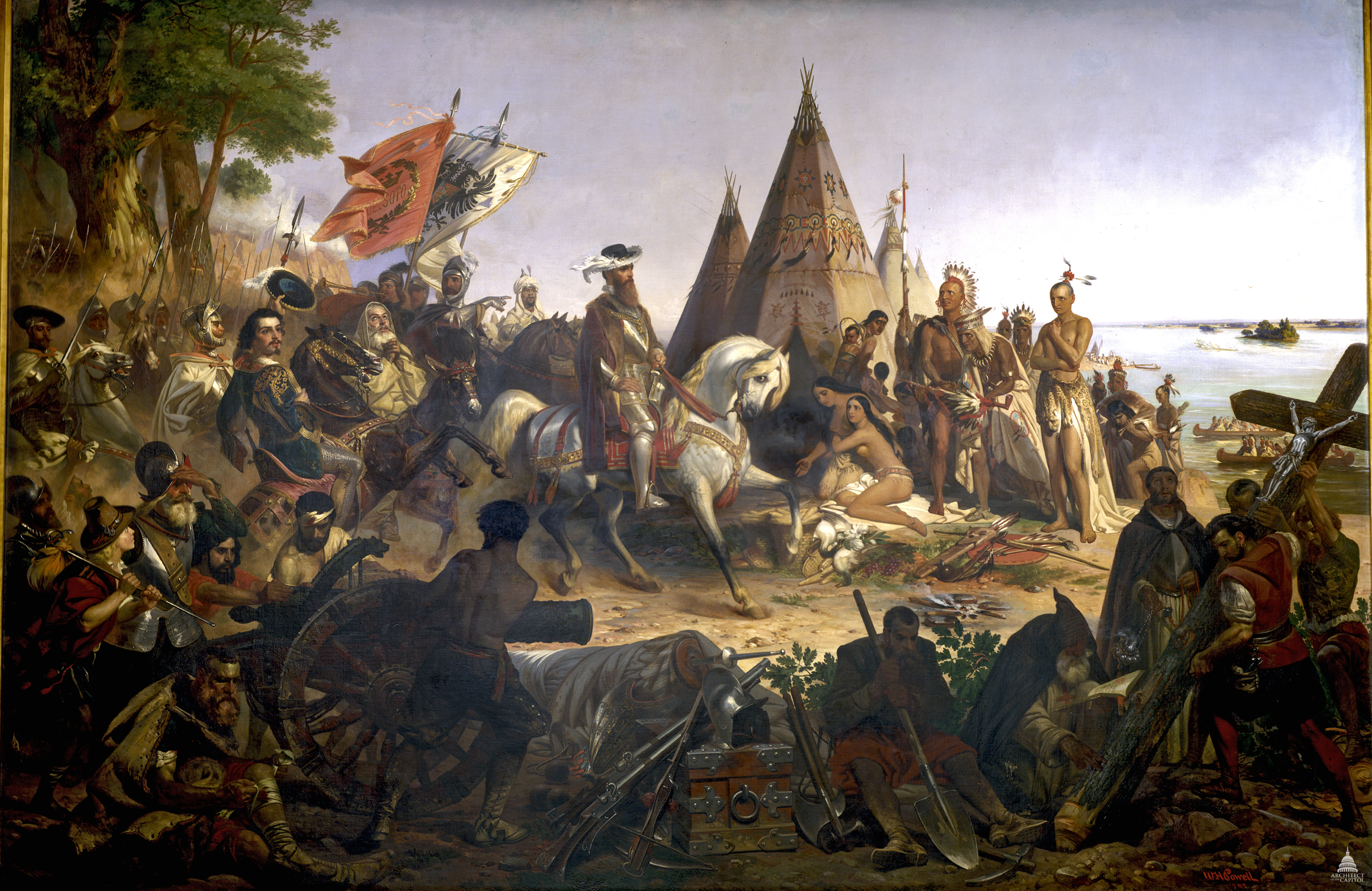
Hernando de Soto bereikt de Mississippi
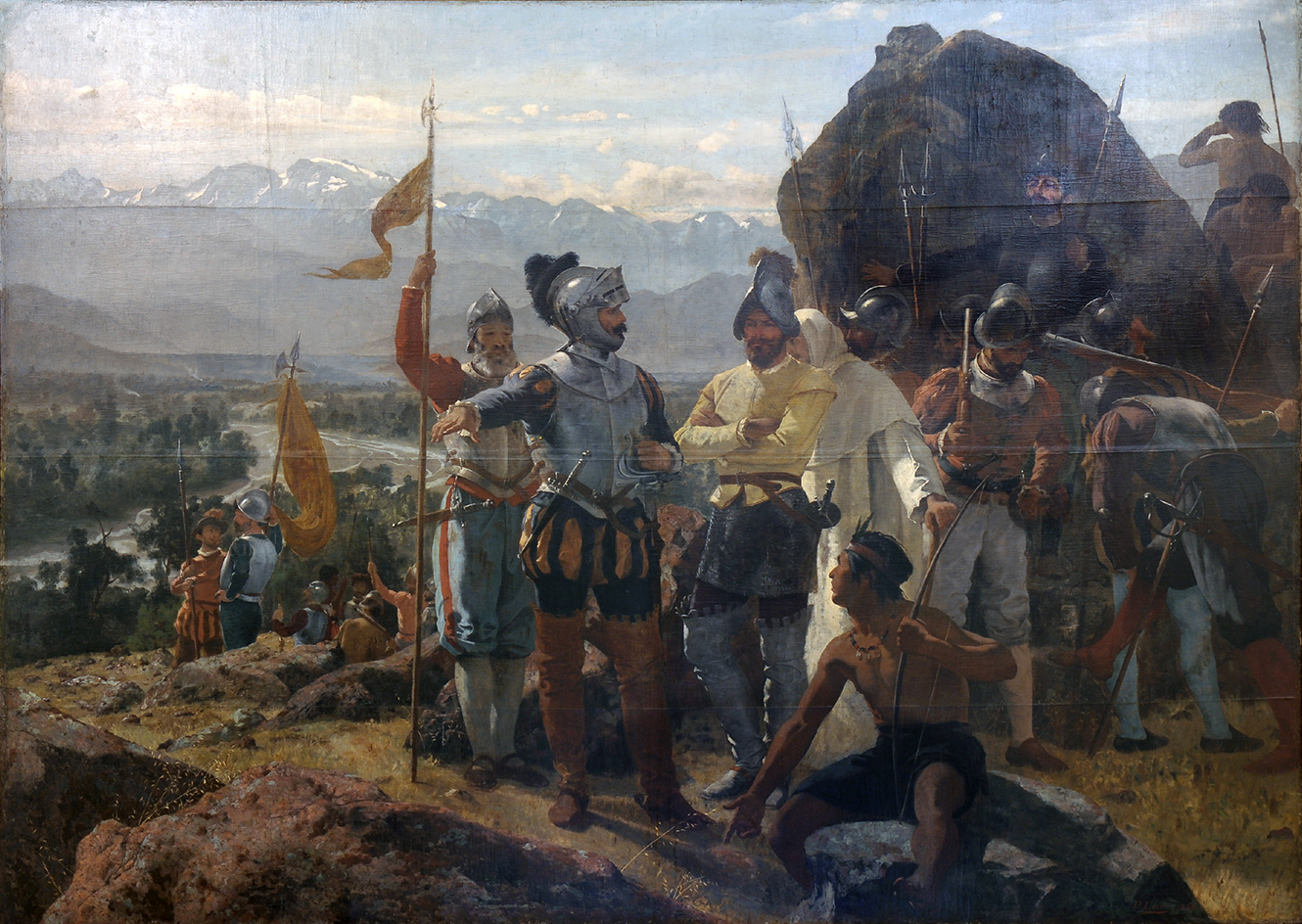
Stichting van Santiago
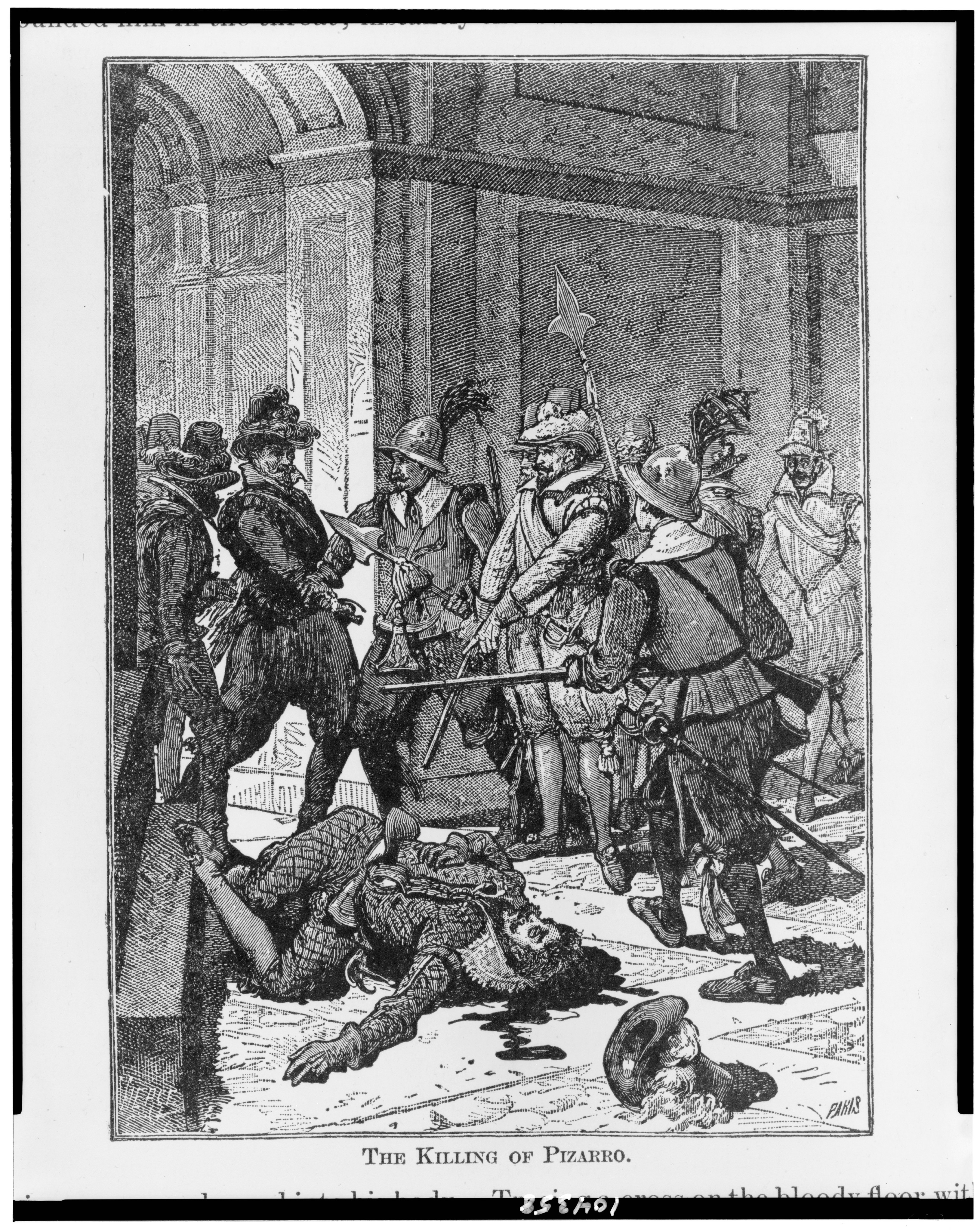
De moord op Francisco Pizarro.
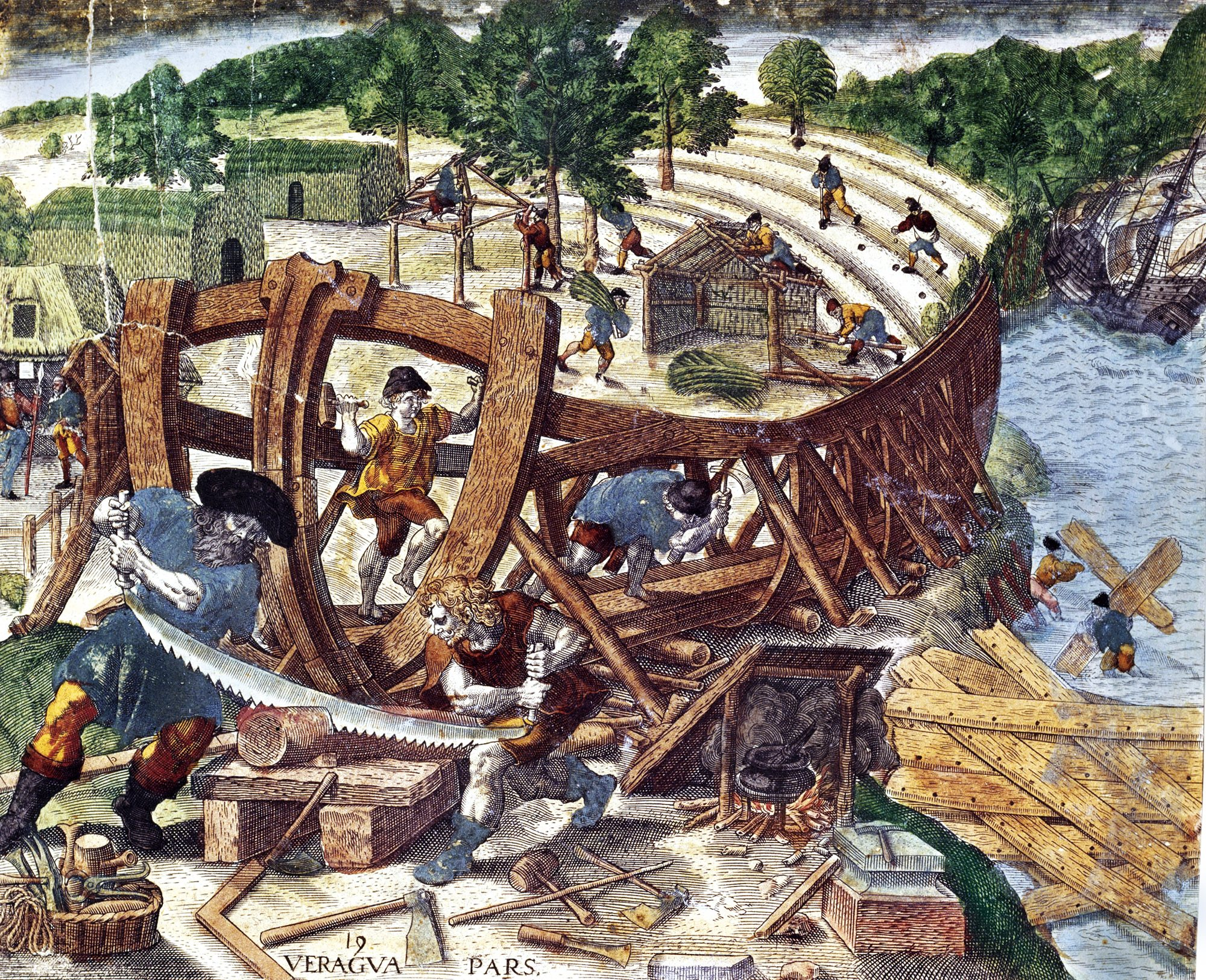
De expeditie van Gonzalo Pizarro bouwt een schip voor de groep met Francisco de Orellana
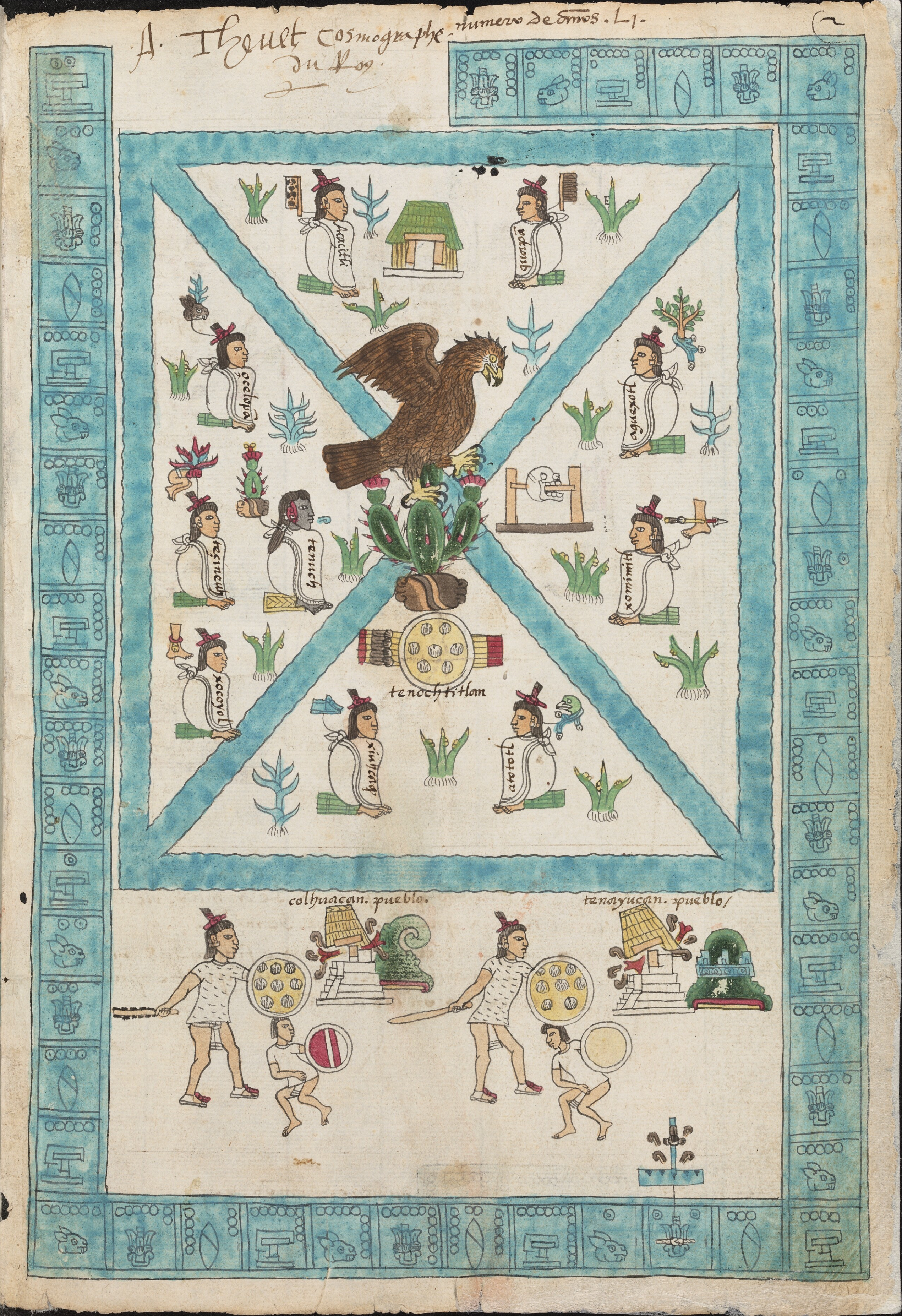
Codex Mendoza
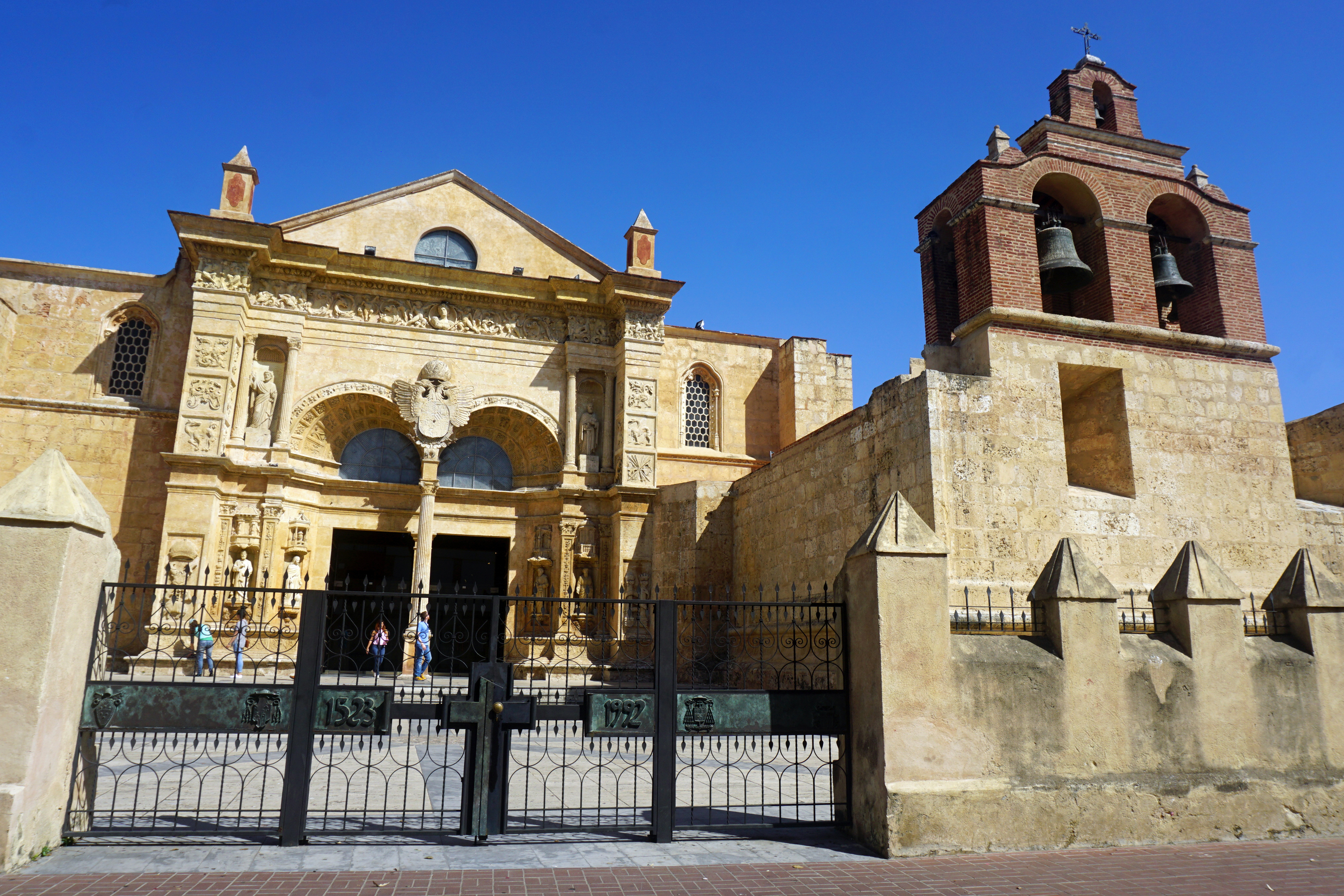
Kathedraal van Santo Domingo (ingewijd 1541)
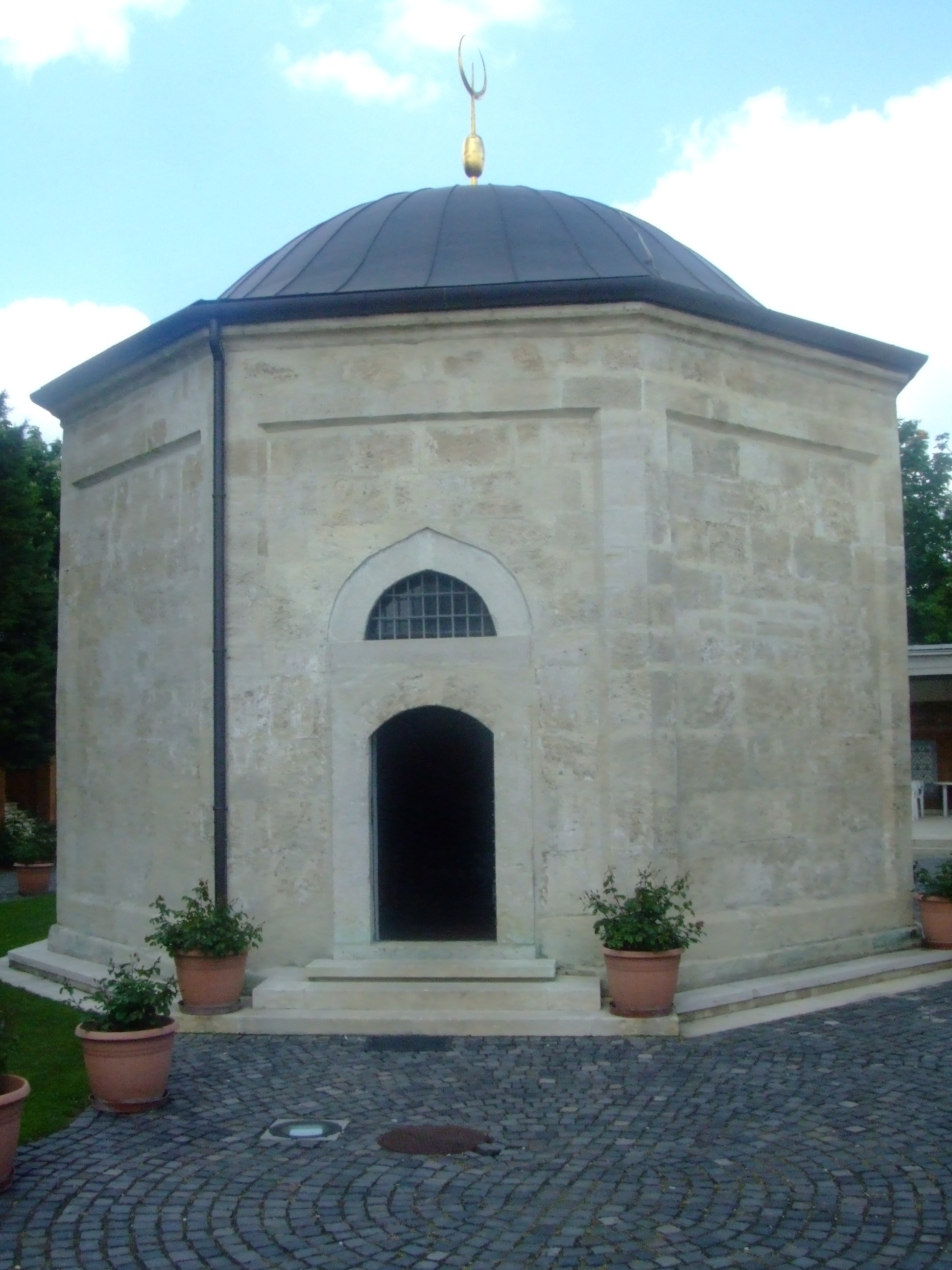
Tombe van Gül Baba, Boedapest

## Geboren
- 24 januari - Magdalena Moons, Noord-Nederlands verzetsstrijdster
- 25 maart - Francesco I de' Medici, groothertog van Toscane (1574-1587)
- 22 april - Filips II van Hessen-Rheinfels, Duits edelman
- 16 september - Walter Devereux, Engels edelman en legerleider
- 5 november - Gerrit Zoudenbalch, Nederlands edelman
- 9 november - Menso Alting, Nederlands predikant
- 11 november - Sancho I, koning van Portugal (1185-1211)
- 12 december - Johann Bauhin, Zwitsers botanicus
- Anayama Nobukimi, Japans samoerai
- Adriaen Anthonisz, Noord-Nederlands ingenieur
- Joost Jansz. Bilhamer, Noord-Nederlands bouwmeester
- Georg Braun, Duits cartograaf
- El Greco, Grieks-Spaans kunstschilder
- Johannes Leonardi, Italiaans geestelijke
- Álvaro de Mendaña de Neira, Spaans zeevaarder
- Bernardino de Mendoza, Spaans militair
- Jean Morel, Frans protestants martelaar
- Henri de Nédonchel, Zuid-Nederlands edelman
- Guðbrandur Þorláksson, IJslands geleerde
- Miguel Rangel, Portugees prelaat
- Joost de Soete, Nederlands edelman en legerleider
- Jakub Wujek, Pools theoloog en bijbelvertaler
- Lucas Fruytiers, Zuid-Nederlands filoloog (jaartal bij benadering)
- Jacob Simonsz de Rijk, Nederlands handelaar en geuzenleider (jaartal bij benadering)
- Jane Seymour, Engels edelvrouw (jaartal bij benadering)

## Overleden
- 6 januari - Jozef de Baenst (~56), Zuid-Nederlands edelman en politicus
- 6 januari - Bernard van Orley, Zuid-Nederlands kunstschilder
- circa 14 januari - Lupus Hellinck (~47), Zuid-Nederlands componist
- januari - Melchor Díaz (~40), Spaans ontdekkingsreiziger
- 8 maart - Otto V van Waldeck-Eisenberg (~36), Duits edelman
- 26 maart - Guy III de Baenst (~50), Zuid-Nederlands politicus
- 24 april - Celio Calcagnini (61), Italiaans wetenschapper
- 29 april - Johann Gramann (53), Duits predikant en tekstdichter
- 23 mei - Gendün Gyatso (65), dalai lama
- 23 mei - Urbanus Rhegius (~52), Duits theoloog
- 27 mei - Margaret Pole (67), Engels edelvrouw
- 26 juni - Francisco Pizarro (63), Spaans conquistador
- 4 juli - Pedro de Alvarado (~55), Spaans conquistador
- 18 augustus - Hendrik van Saksen (68), hertog van Saksen
- 27 augustus - Dirk van Bronckhorst-Batenburg (~61), Noord-Nederlands edelman
- augustus - Wilhelm van Roggendorf (59), Oostenrijks legerleider
- 24 september - Paracelsus (~47), Duits arts
- september - Gül Baba, Ottomaans mysticus
- 16 oktober - Jan Baptist van Tassis (~71), postmeester-generaal
- 18 oktober - Margaretha Tudor (51), Engels prinses
- 7 december - Karel I van Egmont, Noord-Nederlands edelman
- 10 december - Thomas Culpeper (~27), Engels hoveling
- 15 december - Johanna van der Gheynst (~36), Zuid-Nederlands maitresse van Karel V
- David Cecil, Engels hoveling
- Catharina de Chasseur (~51), Frans-Nederlands valsemuntster
- Johanna van Egmond (~43), Noord-Nederlands edelvrouw
- Anton van Glymes (~41), Zuid-Nederlands edelman
- Hojo Ujitsuna (~54), Japans daimyo
- Filips van Horne (~41), Zuid-Nederlands edelman
- Lenaart Knoest (~56), Zuid-Nederlands schilder
- Mạc Thái Tổ (~58), keizer van Vietnam (1527-1529)
- Filips van de Palts (~43), Duits edelman
- Tashi Päljor (~43), Tibetaans geestelijk leider
- Frans de la Trémoille (~36), Frans edelman